# Joakim Nilsson
Joakim Nilsson (Landskrona, 1966. március 31. –) svéd válogatott labdarúgó.
A svéd válogatott tagjaként részt vett az 1990-es világ- és az 1992-es Európa-bajnokságon.

## Sikerei, díjai
Svédország
- Európa-bajnoki harmadik helyezett (1): 1992